# ماريا بالمر
ماريا بالمر (بالإنجليزية: Maria Palmer)‏ هي ممثلة أمريكية، ولدت في 5 سبتمبر 1917 بفيينا في النمسا، وتوفيت في 6 سبتمبر 1981 بلوس أنجلوس في الولايات المتحدة بسبب سرطان.

## وصلات خارجية
- ماريا بالمر على موقع IMDb (الإنجليزية)
- ماريا بالمر على موقع أول موفي (الإنجليزية)
- ماريا بالمر على موقع قاعدة بيانات برودواي على الإنترنت (الإنجليزية)
- ماريا بالمر على موقع قاعدة بيانات الأفلام السويدية (السويدية)
- ماريا بالمر على موقع قاعدة بيانات الفيلم (الإنجليزية)
- ماريا بالمر على موقع كينوبويسك (الروسية)